# Hot Girl
"Hot Girl" é o sexto e último episódio da primeira temporada da série de televisão estadunidense The Office. A gravação foi ao ar em 26 de abril de 2005 nos Estados Unidos pela NBC. Foi escrito por Mindy Kaling, marcando seu primeiro roteiro para a série, e dirigido por Amy Heckerling, sua única vez nesta ocupação.
Neste episódio, Michael (interpretado por Steve Carell) permite que uma atraente mulher (Amy Adams) venda suas bolsas no escritório, chamando a atenção de quase todos os homens da equipe. Pam (Jenna Fischer) e Jim (John Krasinski) aproveitam a situação para fazer pegadinhas contra Dwight (Rainn Wilson).
"Hot Girl" recebeu críticas em sua maioria positivas. De acordo com a Nielsen Media Research, o episódio recebeu 4,8 milhões de espectadores e uma classificação de 2,3/5% na faixa etária entre 18 a 49 anos, a pior audiência da série até ser superada na oitava temporada.

## Sinopse
A empresa informa Michael Scott que um programa de incentivo foi criado, onde o melhor representante de vendas da Dunder Mifflin será recompensado com um prêmio de até US$ 1.000. Enquanto ele decide para quem vai o prêmio, Katy Moore, uma vendedora de bolsas, chega ao escritório para vender seus produtos. Michael permite que ela se instale na sala de conferências. Ao mostra o escritório, o gerente regional tenta impressioná-la, enquanto faz o possível para impedir que qualquer outro homem consiga um encontro com ela, chegando ao ponto de gastar os mil dólares em uma máquina de café como presente. Roy Anderson menciona que ele iria atrás dela se não estivesse "namorando" Pam Beesly, fazendo com que ela fique furiosa e o corrigisse dizendo que estão noivos.
Jim Halpert e Pam convencem Dwight Schrute a abordar Katy e comprar uma bolsa. No entanto, ela recusa o convite dele para saírem juntos. Quando Michael fica sabendo que Katy precisa de uma carona para casa, ele se oferece para levá-la, mas também é recusado. Enquanto Pam está sentada conversando com Jim, Roy aparece e faz cócegas nela; Jim, desconfortável, sai do local e inicia uma conversa com Katy, que concorda em sair com ele. Após descobrir, Michael fica arrasado. Enquanto eles entram no carro e conversam sobre beberem juntos, Pam percebe a cena e também expressa desconforto.

## Produção

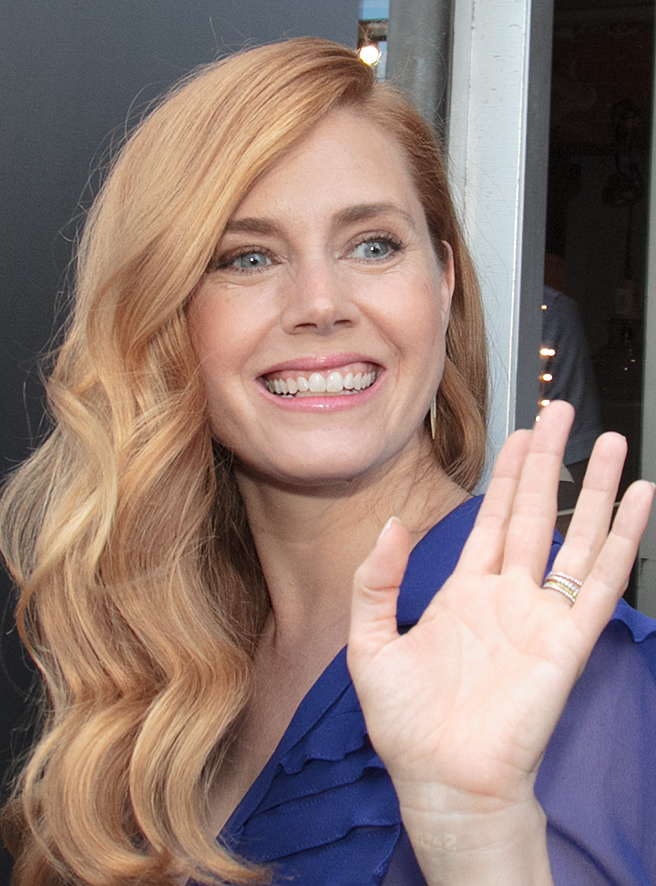
"Hot Girl" apresentou a personagem recorrente Katy, interpretada por Amy Adams.

"Hot Girl" foi o primeiro roteiro da escritora e atriz Mindy Kaling, que interpreta Kelly Kapoor. Kaling se tornou uma das escritoras mais prolíficas da série, escrevendo 22 de seus episódios. Mais tarde, ela foi promovida a produtora executiva do programa em sua oitava temporada. O episódio também foi o primeiro e único dirigido por Amy Heckerling.
"Hot Girl" introduziu o papel recorrente de Katy, interpretada por Amy Adams. Katy apareceria em mais dois episódios, "The Fire" e "Booze Cruise". Adams comentou que gostou muito de seu trabalho no programa. Em entrevista à The Advocate, disse que The Office "foi a melhor experiência de trabalho. Eu amei tanto aquele programa e aquele elenco. Não sei se eles acreditam em mim, mas toda vez que os vejo penso: 'Meu Deus, faria qualquer coisa para voltar'". Vários anos depois dela deixar a série como personagem recorrente, B. J. Novak incluiu uma participação especial em "Threat Level Midnight" da sétima temporada, mas ela não estava disponível para filmar. "Hot Girl" foi um dos dois episódios da primeira temporada, sendo o outro "Health Care", que não continha comentários de membros do elenco e da equipe técnica no DVD lançado.

## Recepção

### Audiência
Em sua transmissão original em 26 de abril de 2005, "Hot Girl" foi visto por cerca de 4,8 milhões de telespectadores e recebeu uma classificação de 2,3/5% na faixa etária de pessoas entre 18 e 49 anos. Isto significa que foi visto por 2,3% de todas as pessoas nessa faixa e por 5% de todas essas pessoas que assistiam televisão no momento da transmissão. O episódio, que foi ao ar após Scrubs, reteve 81% de sua audiência inicial. O episódio — junto com Scrubs — ficou em quarto lugar em seu intervalo de tempo, perdendo para reprise do drama médico House da Fox, que recebeu uma classificação de 6,3%; o reality show The Amazing Race da CBS que recebeu 5,1%; a reprise da comédia According to Jim e o novo episódio da sitcom Rodney, exibidos pela ABC, com média de 3,3%. "Hot Girl" recebeu a classificação mais baixa da história do programa, até ser superado no episódio "Tallahassee" da oitava temporada, quase sete anos depois.  Após a recepção ruim do episódio, a Media Life Magazine previu erroneamente que "Hot Girl" serviria como o final da série.

### Críticos
O episódio recebeu críticas moderadamente positivas. Travis Fickett do IGN retroativamente deu ao episódio uma nota 8 de 10, o que significa "ótimo". Fickett escreveu que "Hot Girl" ajudou a estabelecer que tipo de personagem Michael acabaria se tornando nas temporadas subsequentes, observando a "solidão profunda e desesperada" do personagem, que eventualmente se tornaria um conceito principal na série. Ele elogiou a conclusão do episódio, quando Michael percebe que Jim daria carona a Katy para casa. Fickett afirma que a cena "captura o desespero e a solidão [de Pam, Jim e Michael] e faz um ótimo trabalho ao preparar o cenário para a fantástica segunda temporada da série". Miss Alli da Television Without Pity deu ao episódio uma nota B, mas o descreveu como "o mais fraco da primeira temporada". Alli observou que o episódio foi em grande parte a "mesma piada", com Michael e Dwight "fazendo papel de idiotas por causa de Katy". No entanto, ela comparou positivamente a versão estadunidense do programa com a original britânica, afirmando: "considerando tudo, acho que a primeira temporada é muito subestimada devido a comparações desnecessárias com a versão britânica".
Erik Adams da A.V. Club concedeu ao episódio um "B+". Adams elogiou amplamente o desempenho de Fischer, observando que ela "ajudou a construir o arco" entre os personagens. Além disso, ele elogiou a aparência de Katy, observando que ela causa uma rixa entre Pam e Jim.